# ピューマ
ピューマ（Puma concolor）は、哺乳綱食肉目ネコ科ピューマ属に分類される食肉類。英名はcougar（クーガー）。

## 分布
カナダのブリティッシュコロンビア州から、チリにかけて。

## 形質
頭胴長（体長）オス107 - 168センチメートル、メス96 - 141センチメートル。尾長57 - 92センチメートル。体重オス39 - 80キログラム、メス22.7 - 50キログラム。大きさは緯度や気候・獲物の量などによって変異があり、分布域北端と南端の温帯域の個体群は大型。熱帯域の個体群は小型。尾は長く、円筒形。
背面は淡黄褐色や濃黄褐色で、斑紋は入らない。耳介の外側と尾の先端は、黒や濃褐色。出産直後の幼獣には、濃褐色の斑点や斑紋が入る。多くの個体は、生後9 - 12か月で斑紋が消失する。幼獣は体中に黒から黒褐色のヒョウのような斑紋があり、尾には黒い輪があるが、これらは成長とともに消えていく。
嗅覚が鋭く、ネコ科の大型肉食獣の中では特に眼球が大きく、視力が高い。

## 分類
大型ネコ類の中で唯一、分類学的にヒョウやライオンよりイエネコや小型ヤマネコに近い。その証拠に吠えることが出来ず、普通のネコに近い声で鳴く。
以前は32亜種に分ける説もあったが、形態のわずかな差異しかなく亜種をまとめる説が有力とされる。2000年に発表されたミトコンドリアDNA、16SrRNAなどの分子系統解析から、以下の亜種に分ける説もある。
以下の亜種の分類・分布は、IUCN SSC Cat Specialist Group(2017)に従う。
Puma concolor concolor (Linnaeus, 1771)
南アメリカ大陸北部および西部
Puma concolor cabrerae (Pocock, 1940)
南アメリカ大陸南東部
Puma concolor capricornensis (Molina, 1782)
南アメリカ大陸北東部
Puma concolor costaricensis (Merriam, 1901)
コスタリカ、パナマ
Puma concolor couguar (Kerr, 1792)
北アメリカ
P. c. coryi（フロリダパンサー）はシノニムとされる（フロリダ州の個体群が他個体群と隔離されたのが約100年ほど前で、分子系統解析でも支持されなかった）。
Puma concolor puma (Molina, 1782)
南アメリカ大陸南部
以下の2亜種のみとする説もある。以下の分類・分布も、IUCN SSC Cat Specialist Group(2017)に従う。
Puma concolor concolor (Linnaeus, 1771)
南アメリカ（アンデス山脈以西の個体群を除く可能性もある）
Puma concolor couguar (Kerr, 1792)
北アメリカおよび中央アメリカ（アンデス山脈以西の個体群を含む可能性もある）

## 生態
森林や低木林・草原・サバンナ（パンタナルやパンパなども含む）・岩が多く植生の点在する砂漠など、様々な環境に生息する。基本的に単独行動であり、オスでは平均の広さ250 km2（半径9 kmの円）程度の縄張りを持つとされる。比べ、メスの縄張りは狭く面積はその半分から3分の1程度となる。ただし、縄張りの広さは環境に左右され、餌が豊富で条件がよい地域ではオスの縄張りが1頭当り25 km2（半径3 kmの円）程度の地域もあるという。敏捷で瞬発力に優れ、高さ4 m、幅12 mほどの跳躍した記録が残されている。
主に中型から大型の有蹄類を食べる。北アメリカではオジロジカ属、ヘラジカ（主に若獣）、ミュールジカ、シロイワヤギ、ドールシープ、ビッグホーン、プロングホーン、クビワペッカリーなどを食べる。アライグマ、ウサギ、アメリカビーバー､オグロプレーリードッグ、リス、キタオポッサムなどの小型の動物も食べる。チリ中部ではグアナコが食性の88.5 %、トレスデルパイネ国立公園ではグアナコが食性の59 %を占めていたという報告例もある。南アメリカでは一方でマザマジカ属、ペッカリー類、バク類、アルマジロ類、ウサギ類、アグーチやカピバラ・ヌートリア・アメリカヤマアラシ類などの齧歯類・ハナグマ属・サル類・アリクイ類・タテガミオオカミ・およびナマケモノ類といった有毛目などの小型の獲物も食べる。鳥類（大型のものではレア）や爬虫類（大型のものではアメリカアリゲーターやカイマン類）を捕食することもあるが、主な獲物ではない。狩りの方法は、地面に伏せて獲物に忍び寄り、後ろや物陰から瞬発力を利用して一気に飛びかかるというもの。大型の獲物は喉に噛みついて窒息死させ、小型の獲物は頭部や頸部に噛みついて殺す。獲物の行動を止めるため、顎や喉笛に食いついたり、獲物を転倒させて、腹部に食いついたりもする。ヤマアラシに対する狩り方は、針毛のない腹部を爪で掻き裂くというもの。捕食された動物の中には、飛びつかれた際の衝撃による骨折が死因のものも見つかっている。殺した獲物は保存や死肉食動物から守るために、土や落ち葉・雪をかぶせて隠すこともある。こうした獲物を数回（3日 - 4週間＜寒冷地で大型の獲物の場合＞）にわけて、食べることもある。アメリカグマやヒグマ・オオカミに、仕留めた獲物を奪われてしまうこともある。
妊娠期間は82 - 98日。1回に1 - 4頭（平均3 - 4頭）の幼獣を産む。飼育下では、最大6頭の幼獣を産んだ例がある。飼育下での寿命は長くても20年。

## 人間との関係
ライオンのメスに似ていることから、生息地ではライオンを意味する呼称（例としてアメリカ合衆国西部ではLion）で呼ばれることもある。
家畜や、郊外ではイヌ・ネコなどのペットを襲うこともある。ごくまれに人間を殺すこともあり、1890 - 2012年にアメリカ合衆国およびカナダで本種による死亡例は23例（うち2例は狂犬病による死亡例）とされる。
狩猟、害獣としての駆除、道路建設による生息地の分断化および交通事故（フロリダ州で顕著）などにより生息数は減少している。アメリカ合衆国東部では、フロリダ州を除いて絶滅した。1975年のワシントン条約発効時からワシントン条約附属書I・ワシントン条約附属書IIに掲載されている亜種もいたが、2017年に分類の変更に伴い掲載されていた全亜種が亜種P. c. couguarに含まれるということになりこれらの掲載は抹消されている。1977年にネコ科単位でワシントン条約附属書IIに掲載され、2019年にコスタリカとパナマ個体群がワシントン条約附属書Iに掲載されている。
日本では2020年の時点でプマ属（ピューマ属）単位で、特定動物に指定されており、2019年6月には愛玩目的での飼育が禁止された（2020年6月に施行）。
インカ帝国に存在したクスコの街はピューマを元にできている。

## 呼称
分類学上、本種をピューマ属とせず、ネコ属の下位に置いて「ピューマ亜属」とする学説もあり、その場合の学名はシノニムとしての Felis concolor である。
属名 Puma や英名puma（プーマ）の語源を辿ると、スペイン語名を経ているが、そもそもの由来は南アメリカのペルーやエクアドルに暮らす先住民族ケチュアの言語でのその名 pumaに源流がある。
アメリカライオンとも呼ばれる。民俗学者の南方熊楠は著書『十二支考』の中でピューマに対して亜米利加獅や米獅という漢字を当てている。

## 画像

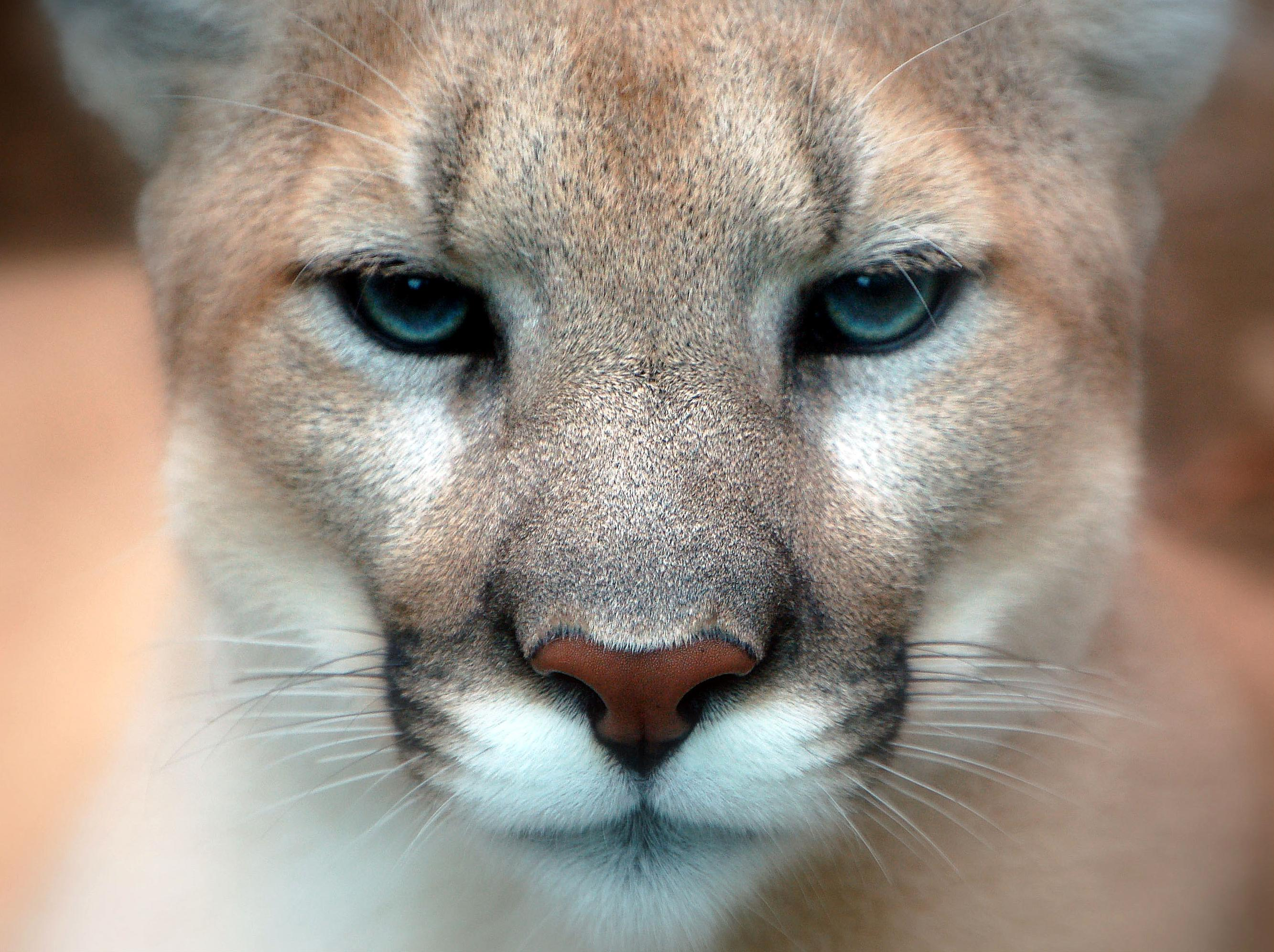
頭部
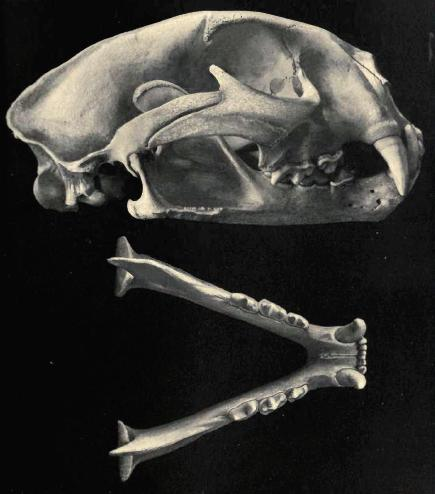
頭骨
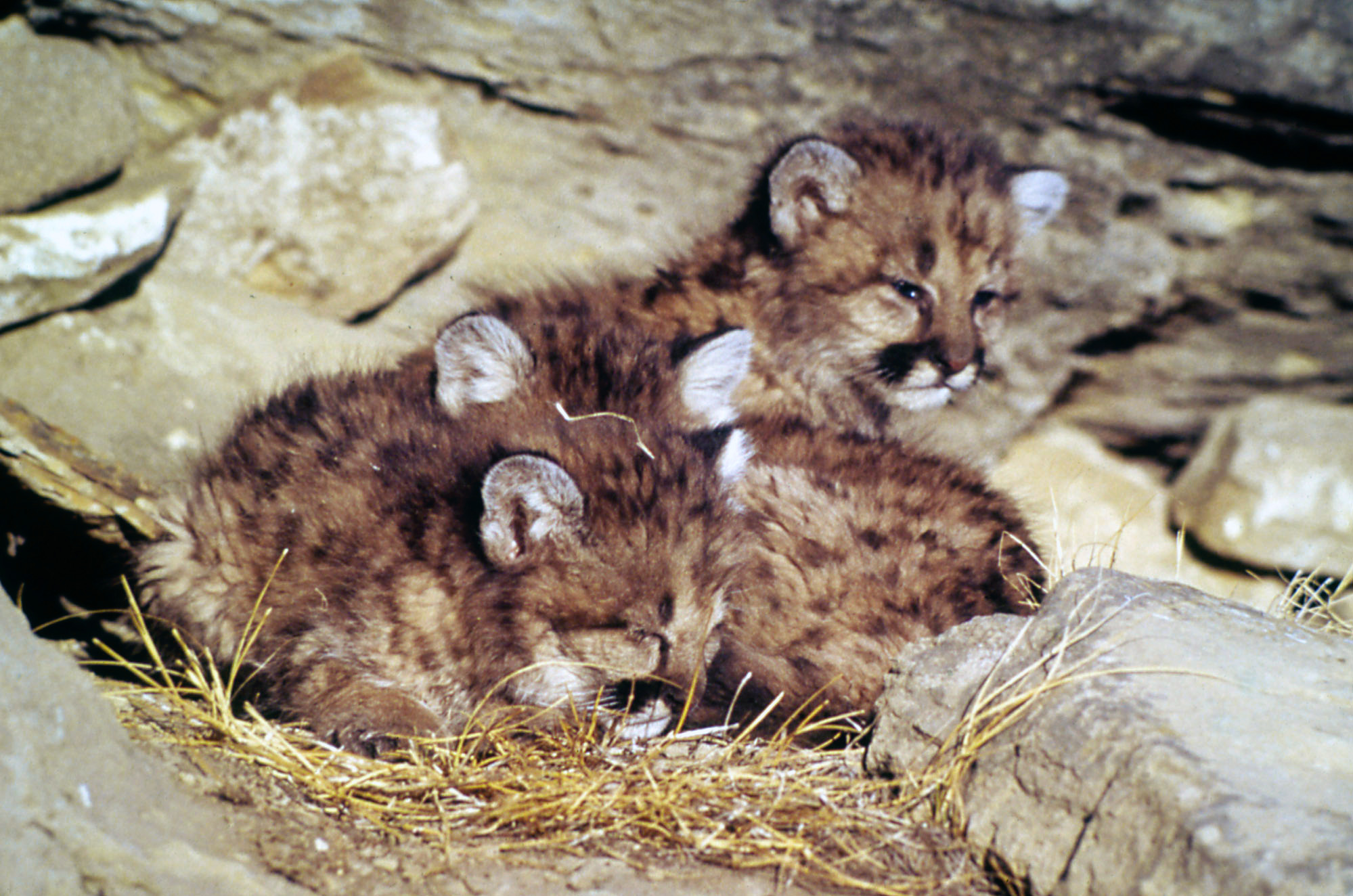
幼獣
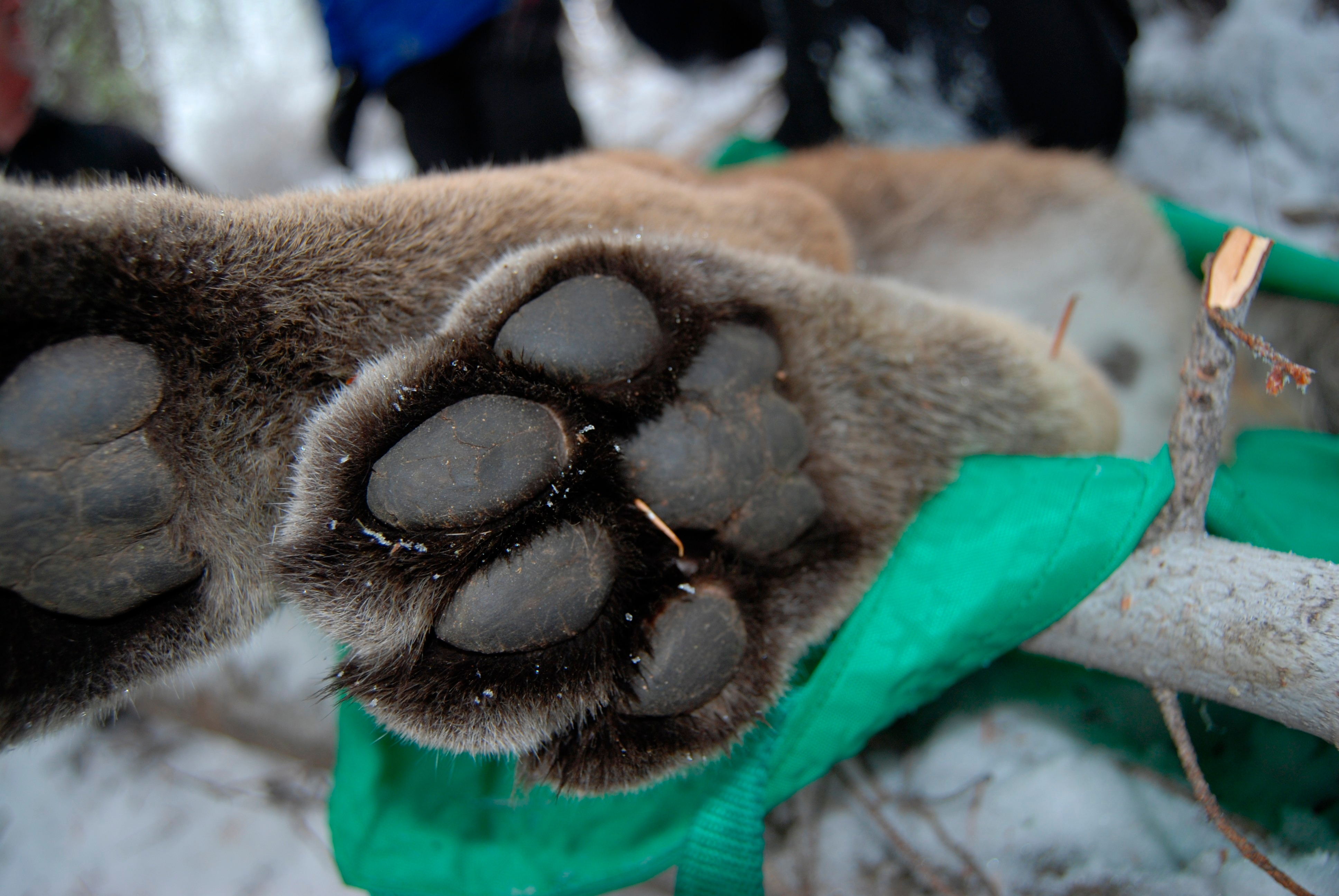
足裏
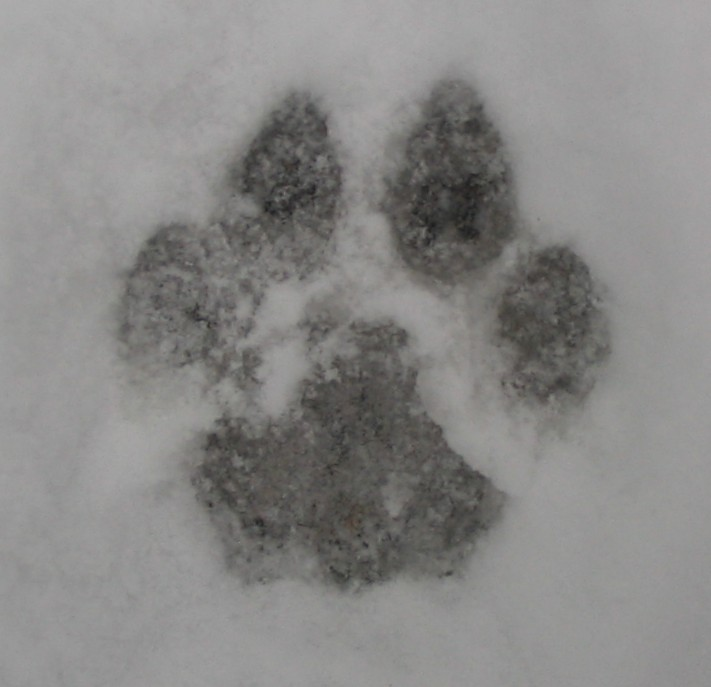
足跡
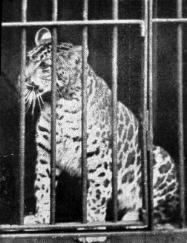
動物園で誕生したヒョウとの属間雑種であるPumapard
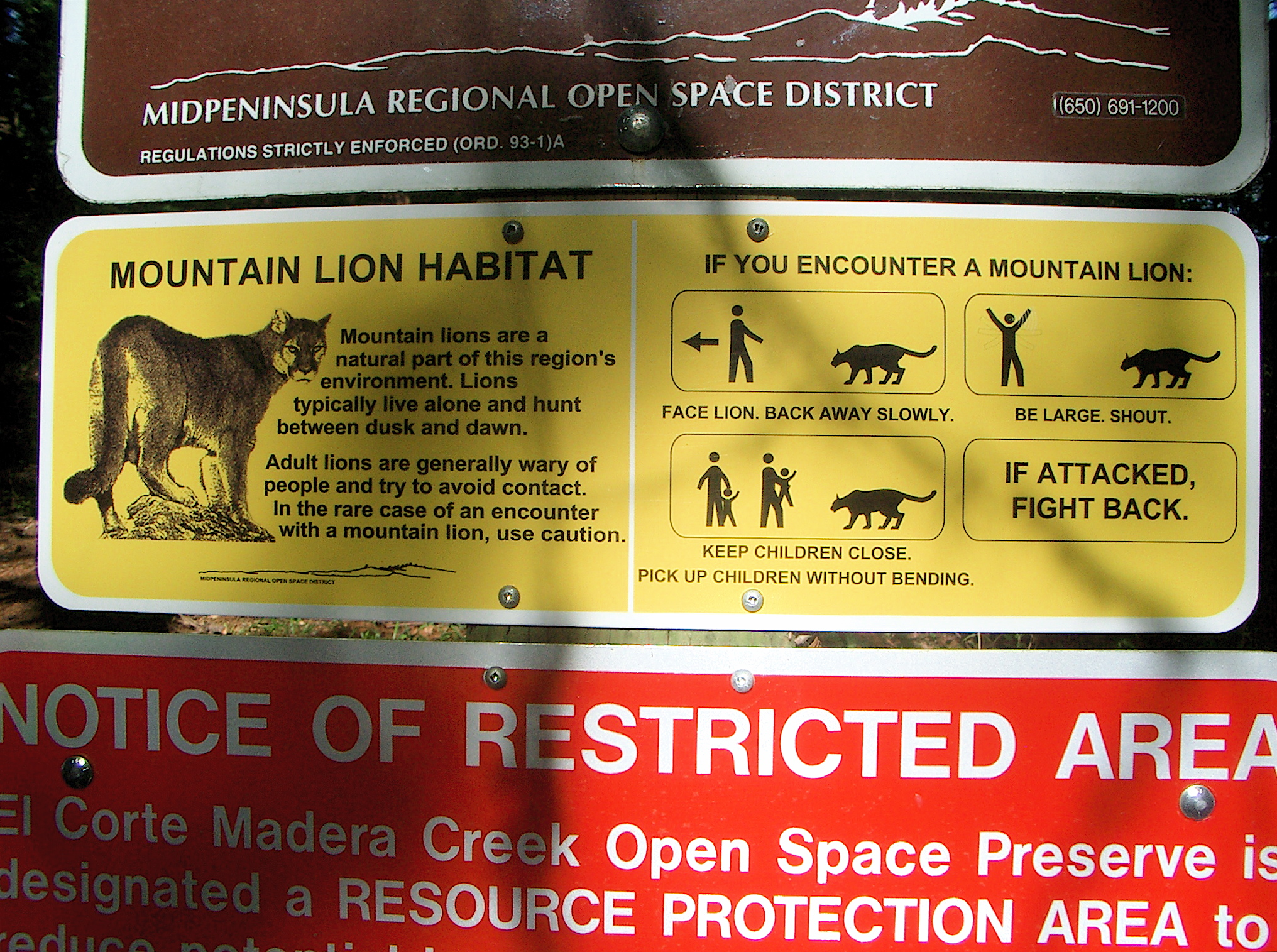
警告標識